# لياندرو امارال
لياندرو امارال (بالبرتغالية: Leandro Câmara do Amaral‏) (6 أغسطس 1977 بساو باولو في البرازيل - ) هو لاعب كرة قدم برازيلي في مركز الهجوم. شارك مع منتخب البرازيل تحت 23 سنة لكرة القدم ومنتخب البرازيل لكرة القدم. أما مع النوادي، فقد لعب مع جمعية بورتوغيزا الرياضية وغريميو بورتو أليغرينزي وفيورنتينا ونادي إستر ونادي بالميراس ونادي ساو باولو ونادي فاسكو دا غاما ونادي فلامنغو ونادي فلومينينسي ونادي كورينثيانز وتيبورونيس روخوس دي فيراكروز ونادي إيتوانو.

## وصلات خارجية
- لياندرو امارال على موقع الاتحاد الدولي (مؤرشف)  (الإنجليزية)
- لياندرو امارال على موقع قاعدة بيانات كرة القدم.إي يو (الإنجليزية)
- لياندرو امارال على موقع ناشيونال فوتبول تيمز (الإنجليزية)
- لياندرو امارال على موقع Soccerway.com (الإنجليزية)
- لياندرو امارال على موقع أوليمبيديا (الإنجليزية)